# Jean Fievez
Jean Fievez (ur. 30 listopada 1910 w Brukseli, zm. 18 marca 1997) – belgijski piłkarz występujący na pozycji pomocnika lub napastnika, reprezentant Belgii w latach 1936–1939.

## Kariera klubowa
W trakcie kariery klubowej Fievez grał w zespołach RCS La Forestoise, RWD Molenbeek oraz RAEC Mons.

## Kariera reprezentacyjna
W reprezentacji Belgii zadebiutował 3 maja 1936 w zremisowanym 2:2 towarzyskim meczu z Holandią, rozegranym w Brukseli. W 1938 roku został powołany do kadry na Mistrzostwa Świata we Francji. Na turnieju tym był rezerwowym i nie wystąpił w żadnym spotkaniu. Od 1936 do 1939 roku rozegrał w kadrze narodowej 9 meczów i strzelił 4 gole.